# لیچه
لیچه که لیچه و لیچه نیز نوشته می‌شود، سکونت گاهی در اتیوپی در اواخر قرن نوزدهم و اوایل قرن بیستم بود. این شهر بازار بزرگی در شوآ و برای مدت کوتاهی پایتخت آن پادشاهی نیز بود. امپراتور آینده منلک مجبور شد در سال ۱۸۷۸ دربار خود را به عنوان بخشی از پیمان خود با یوهانس چهارم به دبرا برنام (دبره برهان مدرن) منتقل کند.